# Икономическа история на България
Стопанска история на България – това е икономическата история на България.

## Стопанско развитие на Първата българска държава (681 – 1018)
Основна статия: Първа българска държава.

### Парично обращение
Със създаването на българската държава прабългарите пренасят натуралното стопанство от прародината.
При установяването на стоково-паричните отношения в България българската държава използва византийски монети, сечени по онова време. В онзи период в обращение са били златни, сребърни и медни монети:
- златни монети – солид, семис и тремис
- сребърни моменти – милиаресия, хексаграм
- медни монети – нумия, фолио

Първите монети, открити по българските земи, са от IX век в Преслав по време на царуването на цар Симеон. Дължи се повече на военните, а не толкова на търговските взаимоотношения между България и Византия.
Масови количества монети по българските земи се наблюдават през X век в центровете Плиска и Преслав. Наблюдава се диференциране на занаятите, повишаване ръста на стоковото производство, наличието на тържища и пазари. Българското феодално стопанство е включено в сферата на византийското, което се основата на стоково-паричните отношения. В края на 10 и началото на XI век в България вече има трайно парично обращение.

### Данъчна система (VII – IX век)
Още преди създаването на българската държава, при военно-племенното устройство на българските земи, славянските племенни вождове вземали като данък половината от добива на имотите на поданиците си.
По време Първата българска държава предмет на данъчно облагане е обработваемата земя с нейната продукция, т.е. данъци се получават от поземлените имущества. Това е така, тъй като преобладаващата част от населението се занимава със земеделие и скотовъдство. Облагането с данъци става постоянно и редовно явление в славянобългарската държава. Те са основно средство за набиране на приходи в полза на фиска и основно задължение на поданиците на държавата.
Първият официален документ на старобългарски език, където се споменават съществуващите тогава данъци, е „Земеделски закон“, чийто първи препис е известен от IX век. Там пише, че при цар Самуил (IX – X век) се плаща следният данък: всеки българин, който има чифт волове – като данъчна единица плаща данък в натура – 1 крина жито, 1 крина просо, 1 стомна вино. Това пише византийският летописец Скилица. По същество това е поземлен данък, при който имотът е основен предмет на облагането.
Има и някои допълнителни натурални налози в средата на XI век – по време на царуването на цар Симеон населението плаща като данък годишно: 1 повесмо, 1 лъжица масло и 1 яйце.
Чрез събирането на натурални данъци държавата разполага с определен резерв от храни, които използвала по време на гладни години и по време на война.
С приемането на християнската религия като официална, църквата също започва да събира данъци. Първият редовен данък, въведен от църквата, е канонник, който също се събира в натура и се състои от жито, восък, домашни птици, яйца.
Едрите земевладелци също, отделно от държавата и църквата, събират данъци. Феодалите събирали от подвластните си люде феодална рента, тъй като те били върховни собственици на имотите на селяните. Главният приход за феодалите бил десятъка: зависимият селянин бил длъжен да отделя една десета част от добива от земята за феодалния си господар.
Десятъкът също представлява натурално вземане. Първо той бил вземан от селяните, които арендували чужда земя по силата на сключен договор. По-късно той се превърнал в постоянно задължение на зависимите от феодала селяни.
След падането на България под византийско владичество през XI век, византийската централна власт започва да събира от населението т.нар. данък икомодион, който бил основния натурален данък в жито, просо и вино. Друг допълнителен данък са т.нар. епирии. Освен натурални налози, в него влизат и повинности – безплатен труд. По-късно те, от данъци към централната власт, се превръщат в налози, плащани на феодалния господар. По този начин данъците, които се събират от българското население, са насочени към три институции – държавната власт, църквата и феодалите. Осъществявало се двойно и дори тройно данъчно облагане на едно и също лице.
С данъчни привилегии са се ползвали болярите и духовенството – някои от тях били освобождавани от данъци.

### Повинности
Съществували т.нар. ангарии, наричани още „власталска работа“ или „работа за земните властели“.
Жителите трябвало да дават подслон и храна на чиновници и войници, минаващи през селището. Строели сгради, крепости и мостове. Пренасяли царската поща. Зависимите от църквата хора извършвали:
- селскостопански труд – оран, копан, жътва
- грижа за храна и подслон на висшето духовенство
- осигуряване пътуванията до различни краища на епархията

Ангариите били задължителни за селяните и за обикновеното население от града. Болярите, духовенството и монасите били освободени от тях. Независимите селяни работели ангария на централната власт за нуждите на държавата.
Зависимите селяни работели в полза на феодала. Париците и клириците – зависими селяни – работели за църквите, епархията и подчинените на тях епископи.

### Приходи от конфискация и продажба на имущества
До конфискация на имуществото в полза на държавата се е прибягвало при:
- държавна измяна,
- заговор срещу живота на владетеля,
- кражба,
- даване на подслон на крадец,
- недаване на помощ и подслон на нуждаещи се.

Конфискацията е била пълна и частична.

## Стопанско развитие на българските земи под османско владичество (1396 – 1878)
Стефан Карагьозов основава фабрика за хлебен спирт и брашна във Велико Търново през 1860 г. и фабрика за точене на коприна през 1861 г. Следват фабрики за производство на макаронени изделия, за хартия на Ангел Попов, за бира (днешната „Болярка“).

## Стопанско развитие от Освобождението (1878) до 1944 г.
През 1836 г. е издаден султански ферман, с който на Добри Желязков се възлага изграждането на модерна текстилна фабрика в Сливен, произвеждаща сукно за нуждите на османската армия.
През 1882 г. в Габрово Иван Калпазанов открива първата модерна фабрика изцяло с български капитали (⅔ дял на Калпазанов и ⅓ на неговия привлечен съдружник Петко Цокев). През годините до национализацията Габрово се утвърждава като главен промишлен център на България, наричан „български Манчестър“. Действащите големи предприятия произвеждат вълнен текстил, памучен текстил, трикотаж, обработени кожи, метални изделия, копчета, галантерийни стоки, мебели.
След Освобождението Русе е водещият български стопански и културен център и най-голям град в Княжеството. Седалище е на българското Дунавско корабоплаване. В периода 1878 – 1944 г. в Русе са създадени 416 промишлени предприятия – 164 са предприятията от областта на шивашката, текстилната, кожарската промишленост, 108 са фирмите от хранително-вкусовата промишленост, алкохолно производство, 41 фирми произвеждат химически изделия, 57 – металообработване, машиностроене, електропроизводство, 36 – дървообработване, 10 – керамика и огнеупорни материали. За няколко десетилетия градът е входната врата на Европа към България. В този период Русе е пионер в редица нововъведения, като първата частна банка Гирдап, първото Българско техническо дружество;, първото застрахователно дружество – „България“;, първата българска търговска камара в България;. В Русе са произвеждали първата фабрика за сода и лимонада „Лоза“, първата българска фабрика за вратовръзки на С. И. Халасъ и първото столярно дружество „Първий Май“. В град Русе през 1925 г. е създадено събирателното дружество „Давид Христов § Синове“ от двамата братя Григор Христов и Борис Христов. Шивашката работилница „Давид Христов“, продължава дейността си като разширява дейността си и се преименува в шивашка трикотажна фабрика „ДАВИД ХРИСТОВ С-ВЕ“ – Русе. През 1927 г. в Русе е открита първата чорапена фабрика в България – Фазан, която работи. През 1933 г. Братя Вешкови построяват рафинерия със свои средства и образуват „Първа българска петролна индустрия“.

### Финансова система след Освобождението
След Руско-Турската война Русия въвежда ново гражданско управление на българските земи. Първият граждански управител на освободените земи е княз Владимир Черкаски. Приети са и Временни правила за управление на освободените територии. Подменят се хората, участващи в местното самоуправление, съдебната власт, полицията и местните и държавните финанси. Принципите, залегнали в изграждане на първоначалното гражданско устройство на България, залягат и в приетата 16 април 1879 г. Конституция на Княжество България и в приетия на 26 април същата година Органически устав на Източна Румелия.
Княз Черкаски не изменя турския закон за вилаетите, а го приспособява към новите условия. Не се правят коренни промени и в администрацията на страната. Променени са само наименованията на съответните управи. Санджаците стават куберии, каазите – окръзи, нахиите – околии с общини и др.
Временните правила не променят съществено и данъчната система. Отменя се само турският личен данък, наречен дебели-аскерие – откупуване на военна служба. С него се облагало немохамеданското население, което не е служило задължително в турската войска. Въведена е веднага задължителна военна служба за българите.
Отменен е веднага и т.нар. данък серчим – върху собствениците на свине. Променен е начинът, по който се събира десятъкът в неговите две форми: беглик – върху овцете, и юшур – върху добивите от земята. Промяната се състои в това, че се отменя събирането им чрез откупчици. Този данък започва да се събира непосредствено от самите общински управления и се изплаща от тях в пари на държавното съкровище.
Намалява се вносното мито върху строителния материал, за да се улесни възстановяването на разрушените селища. Акцизът е намален от 37,5 гроша на 8 гроша на ока. Държавните фискални монополи върху тютюна и спиртните напитки са заменени с акциз.
Натуралните повинности – ангариите – остават само до приключване на възстановяването на междуселищните пътищата, разорани по време на войната.
Настъпват промени във финансовата администрация. Към всеки губернатор се назначават финансови съветници. Във всяка губерния, окръг и град се открива казначейство – ковчежничество, което събира данъците и другите приходи и извършва финансовите разходи. Губернаторите, управителните съвети към тях и съветниците контролират ковчежничествата. В окръзите този контрол се извършва от окръжните началници и окръжните съвети.
Общините събират всички заварени данъци и даждия. 3% от събраните суми остават в общините за задоволяване на местните нужди.
Намалява се необлагаемият минимум при преките данъци, а също така се въвежда облагане, нарастващо прогресивно с нарастването на облагаемите суми, което има за цел да въведе по-голяма справедливост в облагането. Това се отнася за данъците емляк – за сгради и постройки, инджар – върху доходите от наеми, теметуат – върху доходите от занятия.
Тежкото материално състояние на населението в резултат на войната, разрушенията, грабежите и пожарищата е причина временното гражданско управление да се ограничи с текущото събиране главно на десятъка, акцизите и митата. Назначената и избраната администрация разходват изключително пестеливо събраните пари.
Княз Черкаски почива в деня на подписване на Санстефанския мирен договор – 3 март 1878 г. За негов приемник е избран княз А. М. Дондуков-Корсаков. Той установява седалището си в Пловдив. Княз Дондуков-Корсаков създава висшите органи на държавната власт и започва подготовката на Органическия устав на Княжество България. Към императорския комисар се създава Съвет на управлението.

## След влизането в ЕС
С влизането на България в Европейския съюз настъпва по-добро икономическо развитие и увеличение на жизнения стандарт. Десет години по-късно страната продължава да е най-бедна, но номиналният ѝ БВП за този период се е удвоил, като БВП на човек от населението достига до 47% от средния в ЕС – ръст с 10%